# 5723 Hudson
5723 Hudson eller 1986 RR2 är en asteroid i huvudbältet som upptäcktes den 6 september 1986 av den amerikanske astronomen Edward L.G. Bowell vid Anderson Mesa Station. Den är uppkallad efter den amerikanske astronomen R. Scott Hudson.
Asteroiden har en diameter på ungefär 2 kilometer.